# Ivo Goossens
Ivo Goossens is een Belgisch voormalig korfballer.

## Levensloop
Goossens werd actief bij ATBS, hierop volgend kwam hij uit voor Boeckenberg en Mele. Vervolgens keerde hij terug naar ATBS om ten slotte bij Scaldis te gaan spelen.
Daarnaast maakte hij deel uit van het Belgisch korfbalteam, waarmee hij 43 caps verzamelde. Goossens behaalde onder meer zilver op de Wereldspelen van 1989 en het wereldkampioenschap van 1987. Op het wereldkampioenschap van 1991 behaalde hij goud met de nationale equipe.